# Sabir Mahmud Muhammad
Sabir Mahmud Muhammad (arab. صابر محمود محمد; ur. 26 stycznia 1977)  – egipski zapaśnik walczący w stylu klasycznym. Złoty medalista igrzysk afrykańskich w 1995 i srebrny w 1999. Mistrz Afryki w 1996 i 1997. Siódmy na igrzyskach śródziemnomorskich w 1997. Triumfator igrzysk panarabskich w 1997 i drugi 1999. Drugi na mistrzostwach arabskich w 1997. Szósty w Pucharze Świata w 2001 roku.